# Oscar Zubía
Joffre Oscar Zubía Míguez (* 8. Februar 1946) ist ein ehemaliger uruguayischer Fußballspieler.

## Spieler

### Verein
Der Stürmer begann seine Karriere 1968 bei River Plate Montevideo. Über die Zwischenstation 1971 beim montevideanischen Stadtrivalen Peñarol, mit dem er in jenem Jahr an der Copa Libertadores teilnahm, führte ihn sein Weg 1972 nach Ecuador. Hier spielte der Mundialista genannte Zubía, teils gemeinsam mit seinen Landsleuten Eliseo Álvarez und Héctor Silva, sieben Jahre lang für LDU Quito. Nachdem der Verein nach dem Abstieg unterklassig gespielt hatte, belegte Liga de Quito 1973 den fünften Platz im Aufstiegsturnier und verpasste damit um einen Rang den Aufstieg, da gemäß dem Reglement nur vier Teams aus Pichincha aufsteigen durften. Auch 1974 spielte der zunächst auf der Mittelstürmerposition eingesetzte Zubía mit seiner Mannschaft bis zur Jahresmitte zunächst in der Segunda Categoría. Sodann stieg Liga de Quito auf und wurde noch im selben Jahr ecuadorianischer Meister. Im Folgejahr wiederholte man den Meisterschaftstriumph, als man sich im Finale gegen El Nacional durchsetzte. Mit der Verpflichtung von Juan José Pérez änderte sich Zubiás Einsatzposition auf dem Spielfeld, denn er nahm nunmehr den rechten Angriffspart ein, während sein Pendant auf der linken Seite Gustavo Tapia bildete. Zubía nahm mit seinem Klub auch an der Copa Simón Bolívar teil. Aufgrund einer Meniskusoperation musste er seine Karriere schließlich 1978 beenden. Anschließend blieb er jedoch in Ecuador, bis ihn sein weiterer Lebensweg arbeitsbedingt im Jahr 2000 vorübergehend in die USA führte. 2008 kehrte er nach Ecuador zurück.

### Nationalmannschaft
Für die Nationalmannschaft Uruguays absolvierte er von seinem Debüt am 28. Mai 1968 bis zu seinem letzten Einsatz am 10. Februar 1971 15 Länderspiele, in denen seine persönliche Trefferstatistik vier Tore aufweist. In diesem Zeitraum nahm er mit der Celeste an der Fußball-Weltmeisterschaft 1970 teil und wurde im Verlaufe des Turniers in den beiden Gruppenspielen gegen die Nationalteams aus Schweden und Italien eingesetzt.

## Trainer
Nach seinem Karriereende als aktiver Spieler arbeitete er auch als Trainer. In dieser Funktion betreute er von 1997 bis 1998 LDU Quito.